# Hologaster borbonicus
Hologaster borbonicus är en skalbaggsart som beskrevs av Auguste Vinson 1961. Hologaster borbonicus ingår i släktet Hologaster och familjen långhorningar. Inga underarter finns listade i Catalogue of Life.